# Leptasterias tenera
Leptasterias tenera is een zeester uit de familie Asteriidae.
De wetenschappelijke naam van de soort werd in 1862 gepubliceerd door William Stimpson.